# Уэйд, Томас
Сэр Томас Фрэнсис Уэйд (англ. Thomas Francis Wade ? кит. 威妥瑪 Wei Tuoma, 25 августа 1818, Лондон — 31 июля 1895, Кембридж) — британский дипломат и синолог. Автор системы романизации китайского языка (севернокитайский), позже получившей известность как Транскрипционная система Уэйда — Джайлза.

## Биография
Сын военного, принимал участие в Первой опиумной войне (атака на Чжэцзян, наступление на Нанкин).
- 1845 — переводчик в Верховном Суде Гонконга.
- 1846 — помощник секретаря при Дж. Ф. Дэвисе (Sir John Francis Davis), торговом суперинтенданте в Гонконге.
- 1852 — вице-консул Шанхая.
- 1855—1857 — китайский секретарь в Гонконге.

С объявлением Второй опиумной войны состоит в штате Лорда Элджина (Lord Elgin), с помощью Г. Н. Лэя (Horatio Nelson Lay) проводит переговоры, приведшие к заключению Тяньцзиньского договора 1858 года.
В 1862 году он был посвящён в кавалеры ордена Бани, а в 1876 году — в рыцари того же ордена.
21 августа 1876 года в городе в городе Чжифу (ныне район Яньтая) Томас Уэйд подписал Чифускую конвенцию.
В 1883 году, после сорока лет дипломатической работы в Китае, возвращается в Британию и приносит в дар Библиотеке Кембриджского университета материалы по китайской литературе в количестве 4304 томов.
В 1888 году был избран на пост первого профессора китайского языка в Кембридже, который продолжал занимать до самой смерти в возрасте 77 лет.
Был женат на Амелии Гершель (Amelia Herschel, 1841—1926), дочери астронома Джона Гершеля.

## Книги
- The Peking Syllabary, Hong Kong, 1859.
- 语言自迩集 Yu-yen tzu-erh chi (Курс разговорного китайского языка) London, 1867.
- 文件自迩集 Wen-chien tzu-erh chi (Собрание документов), London, 1867.
- 汉字习写法 Han-tzu hsi-hsien fa (Упражнения по китайской каллиграфии), London, 1867.